# Jaroslav Červeňan
Jaroslav Červeňan (* 16. dubna 1947, Čierna nad Tisou) je bývalý slovenský fotbalista, brankář, reprezentant Československa.

## Fotbalová kariéra
Za československou reprezentaci odehrál roku 1972 dvě utkání (přátelské zápasy s Polskem a Lucemburskem), 3x startoval v olympijském výběru. V lize odehrál 247 utkání. Hrál za Tatran Prešov (1969–1974), na vojně za Duklu Banská Bystrica, Slavoj Trebišov, Inter Bratislava (1980–1982) a DAC Dunajská Streda (1985–1986). V Poháru UEFA nastoupil ve 4 utkáních. Na jaře 1988 byl asistentem Vladimíra Hrivnáka v bratislavském Interu.

## Prvoligová bilance
| Ročník          | Zápasy | Góly | Minuty | Nuly | Klub                                 |
| --------------- | ------ | ---- | ------ | ---- | ------------------------------------ |
| I. liga 1969/70 | 29     | 0    | –      | –    | TJ Tatran Prešov                     |
| I. liga 1970/71 | 30     | 0    | 2 700  | 9    | TJ Tatran Prešov                     |
| I. liga 1971/72 | 28     | 0    | –      | 8    | TJ Tatran Prešov                     |
| I. liga 1972/73 | 30     | 0    | 2 700  | 14   | TJ Tatran Prešov                     |
| I. liga 1973/74 | 30     | 0    | 2 700  | 9    | TJ Tatran Prešov                     |
| 2. liga 1974/75 | -      | -    | -      | -    | Dukla Banská Bystrica                |
| I. liga 1977/78 | 29     | 0    | –      | 9    | TJ Tatran Prešov                     |
| I. liga 1978/79 | 23     | 0    | –      | –    | TJ Tatran Prešov                     |
| I. liga 1980/81 | 14     | 0    | –      | –    | TJ Inter Slovnaft Bratislava         |
| I. liga 1981/82 | 13     | 0    | –      | –    | TJ Inter Slovnaft Bratislava         |
| I. liga 1985/86 | 20     | 0    | –      | 9    | TJ DAC Poľnohospodár Dunajská Streda |
| CELKEM 1. liga  | 247    | 0    | –      | –    |                                      |